# Around Knowledge
Around Knowledge - Consultoria Informática, Lda. (AK) é uma empresa portuguesa fundada em Maio de 2009 por três investigadores universitários que queriam estabelecer uma ponte entre o mundo académico e o mundo dos negócios.  A empresa venceu em 2010 a competição o ISCTE / MIT Portugal Venture passando a integrar o Programa MIT Portugal - Innovation & Entrepreneurship Initiative (IEI-MPP) start-up. 
A Around Knowledge está incubada na INSerralves, a incubadora de Fundação de Serralves, uma das instituições mais reconhecidas e respeitadas na área da Cultura & Artes não apenas emPortugal, mas também no exterior. .Um dos mais importantes prémios conquistados pela Around Knowledge foi o prémio promovido pelo ISCTE  em parceria com o MIT Deshpande Center for Innovation, a Sloan Business School e a Caixa Capital. Outros reconhecimentos recebidos até à data inclui "Desafio Securitas Systems - Novos Talentos - Inovação em Segurança Electrónica", Sapo Summerbits, duas das mais importantes competições emPortugal em matéria de TI, NetWork and Security e o GSI-Accelerators Startup Challenge 2011, que lhe permite entrarem num plano de desenvolvimento de negócio durante três meses na Play and Plug Tech Center (PPTC) em Silicon Valley.
A empresa continua próxima do instituto CRACS/INESC (Center for Research in Advanced Computing Systems/ Institute of Systems and Computer Engineering), da Faculdade de Ciências da Universidade do Porto) . A equipa é composta por ex-investigadores universitários (das Universidades de Boston, Scotland West, King College de Londres e Porto), com experiência em Segurança e Computação,  Redes de Pesquisa Operacional  e Marketing Research.

## Projectos
Projecto BIPS - tagless real time location intelligence é uma solução inovadora que permite perceber em tempo real, através de um sistema de posicionamento em espaços interiores e exteriores por radiofrequência, e economizar até 89% o preço actual de estudos de mercado que procuram perceber tendências, tempos e rotas nas deslocações das pessoas.. 
A grande inovação do sistema é o potencial e precisão na informação que gera, preservando a privacidade dos utilizadores de equipamentos móveis. As aplicações em vista vão de sistemas de segurança ao controlo de tráfico e a usos comerciais.
Mobile Apps
aroundPorto -  A aplicação permite consultar os eventos diários agendados para toda a semana, com descrição, local, mapa, custos associados e outras informações relevantes. Com a aplicação pode-se também apontar com o telemóvel para um dos estabelecimentos da base de dados, aparecendo no visor a indicação dos eventos marcados para esse local. Com funcionalidade "Shake" (abanando o telemóvel) sugerindo um evento aleatório. 

## Prémios
- GSI-Accelerators Startup Challenge 2011.[5]
- MIT/ISCTE Portugal Venture Competition 2010.
- Sapo Summerbits 2009.
- Desafio Securitas Systems – Novos Talentos - Inovação em Segurança Electrónica 2008.